# Parque Centro (Alcalá de Guadaíra)
El Parque Centro de Alcalá de Guadaíra, en la provincia de Sevilla (España), es un parque situado en la encrucijada de los barrios de Los Toreros, Huerta de la Quemada, Malasmañanas y El Barrero, junto a la Casa de la Cultura. Con una superficie superior a los 26 000 metros cuadrados, alberga distintas áreas de ocio y de recreo como un auditorio al aire libre, parques infantiles, establecimientos de restauración, así como la sede del Museo de Alcalá de Guadaíra.

## Historia
Inaugurado en el año 2002, el parque fue construido sobre el solar de la antigua Fábrica de Aceites Refinados de Idogra, que estuvo en funcionamiento hasta el año 1988 cuando fue adquirido por el Ayuntamiento de la ciudad. En el acondicionamiento de la parcela se demolieron las antiguas instalaciones de la fábrica, salvo la nave que aloja en la actualidad al Museo de la ciudad, el edificio de oficinas que durante un tiempo fue sede de la Policía Nacional y dos chimeneas.

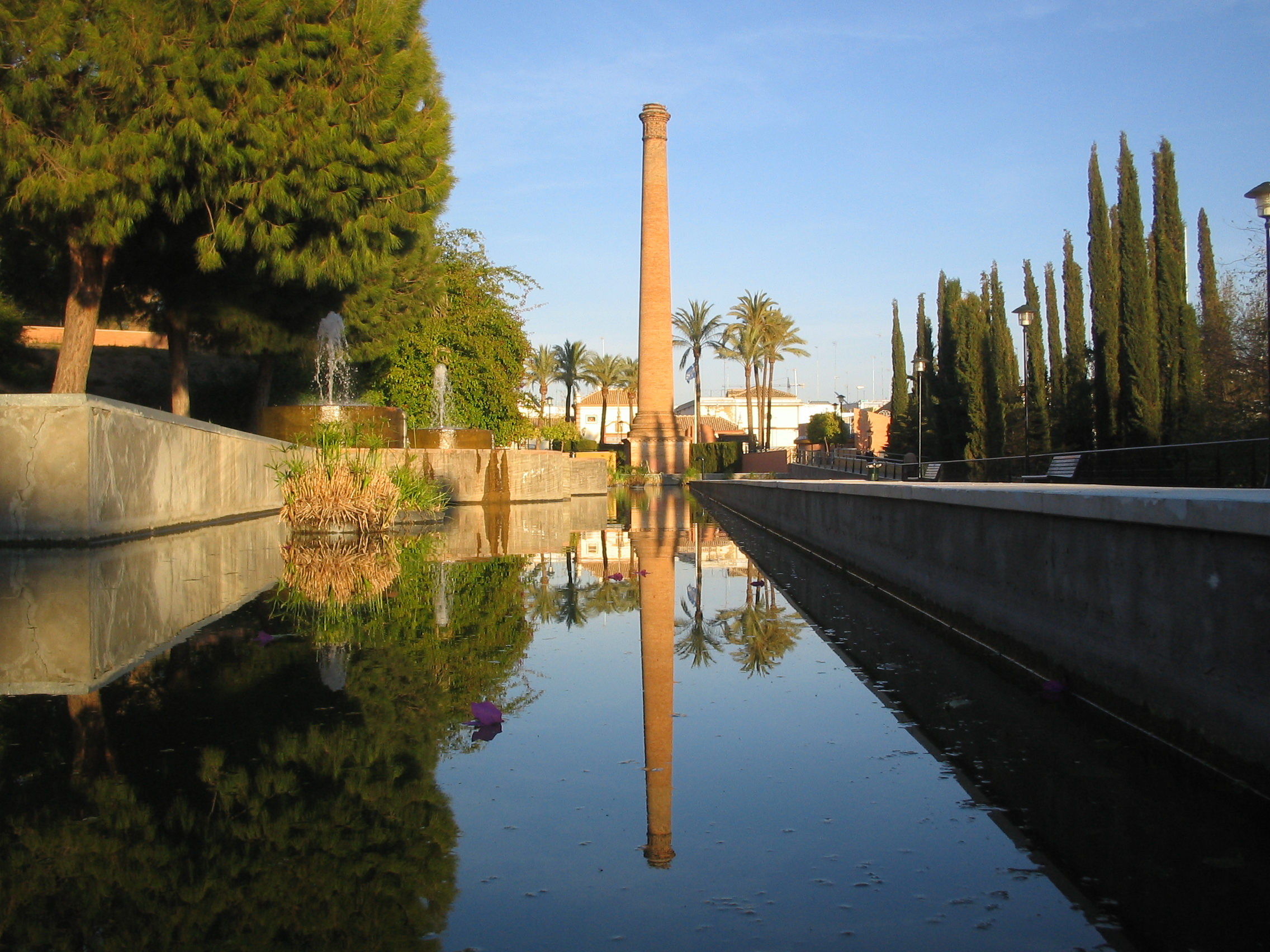
Chimenea en el Parque Centro

## El Parque Centro
El parque está diseñado en tres niveles. En el nivel superior se ubica el parque infantil, que cuenta con una fortificación en madera y varios toboganes gigantes, el auditorio al aire libre, un parque para perros, un bar y varias zonas verdes, en las que se encuentra una escultura dedicada a Luis Cernuda.
En el nivel medio destaca un gran estanque, numerosas fuentes y los restos que aún se conservan de la antigua fábrica, entre los que se halla el Museo de la ciudad.
En el nivel inferior se sitúan varios locales que albergan las sedes de la Oficina Técnica de Protección Civil, la Plataforma de Voluntariado de Alcalá-Los Alcores y la Peña Ajedrecista Oromana, además de una amplia zona ajardinada con setos, árboles ornamentales y un paseo con cipreses.
En el año 2012 se inauguró un tanque de tormenta construido en el subsuelo del parque, con objeto de evitar las avenidas e inundaciones que solían afectar a las barriadas aledañas cuando se producían episodios de fuertes precipitaciones.